# American Life (album)
 (janvier 2025).
Si vous disposez d'ouvrages ou d'articles de référence ou si vous connaissez des sites web de qualité traitant du thème abordé ici, merci de compléter l'article en donnant les références utiles à sa vérifiabilité et en les liant à la section « Notes et références ».
Pour les articles homonymes, voir American Life.
Albums de Madonna
GHV2
(2001) Remixed and Revisited
(2003)
Singles
1. American Life
Sortie : 8 avril 2003
2. Hollywood
Sortie : 14 juillet 2003
3. Nothing Fails
Sortie : 21 novembre 2003
4. Love Profusion
Sortie : 8 décembre 2003

American Life est le neuvième album studio de Madonna enregistré entre 2002 et 2003. Il fut publié par Maverick Records et Warner Bros. Records le 22 avril 2003. L'album, produit entièrement par Madonna et Mirwais Ahmadzaï, contient de nombreuses références à la culture américaine. L'album peut être considéré comme un album-concept où l'artiste fait part de ses idées sur des thèmes tels que le rêve américain ou le matérialisme (ce qui lui vaudra un véritable boycott de la part des médias américains). Il vient ainsi remettre en question l'image que la star s'était forgée dans les années 1980, comme avec sa célèbre chanson Material Girl, en 1985. American Life est un album principalement folk, avec des éléments rock et de musique électronique. Il s'agit du dernier album de la chanteuse produit chez Maverick Records, après une collaboration de onze ans.
À sa sortie, l'album reçoit des critiques assez mitigées, mettant en valeur la cohérence par rapport aux thèmes abordés mais reprochant à la chanteuse d'avoir fait un album "à propos de Madonna", le rendant plutôt confus. L'album s'est placé no 1 dans 14 pays et est le 32e album le mieux vendu de 2003. Il a généré 5 millions de ventes, dont 500.000 en France et a notamment reçu deux nominations aux Grammy Awards 2004.
Quatre singles ont été extraits pour promouvoir l'album, tous boycottés par les médias américains. Le premier, American Life, reçoit des critiques très négatives et se voit même nommé neuvième pire chanson de tous les temps. Classé no 37 aux États-Unis, il a cependant atteint la première place au Canada et en Italie, et le top 10 de plusieurs pays (dont la deuxième place au Royaume-Uni et en Espagne). Son clip très controversé a été censuré par de nombreuses chaînes de télévision, conduisant la chanteuse à proposer un autre montage du clip. Hollywood, le deuxième single, est la première chanson de la star à ne pas entrer au Billboard Hot 100 depuis 1983. Les deux autres singles, Nothing Fails et Love Profusion, ont connu des ventes faibles mais sont arrivés respectivement no 1 en Espagne et no 3 au Canada. L'album contient également la chanson Die Another Day, écrite pour le générique du vingtième film de James Bond, Meurs un autre jour, et sortie en 2002.
Pour promouvoir l'album, Madonna s'est lancée dans une petite tournée promotionnelle entre avril et mai 2003. Elle a fait une apparition remarquée avec Britney Spears, Christina Aguilera et Missy Elliot aux MTV Music Video Awards en 2003. Durant la performance, un mix entre Like A Virgin et Hollywood, elle embrasse Spears et Aguilera, créant ainsi la controverse. American Life est également soutenue par la sixième tournée de Madonna, le Re-Invention Tour, qui est le plus gros événement musical de l'année 2004.

## Genèse
Durant les années 1990, Madonna a entamé une décennie riche en provocations avec son livre érotique Sex, l'inspiration sadomasochiste de l'album Erotica (1992) et le thriller érotique Body, qui était pour elle une période où elle était en colère contre elle-même. En 1994, elle atténue cette image avec l'album Bedtime Stories, puis en 1998 avec l'album électro Ray of Light. Son image est plus douce, plus mûre et plus introspective. Elle se remet en question et se pose des questions existentielles. Avec Music, la chanteuse poursuit dans cette voie de mettre en avant sa musique. Elle part en tournée en 2001, avec le Drowned World Tour. Le 11 septembre 2001, deux avions détournés s'écrasent sur le World Trade Center, entraînant la mort de 3000 personnes. Cet événement marque profondément la société américaine, et, comme ses concitoyens, Madonna se pose des questions sur la culture de son pays et sur le rêve américain. Lors qu'elle commence à travailler sur son neuvième album studio, la chanteuse est en quête de réponses à ses questions sur l'atmosphère politique ambiante et sur la préparation de la guerre en Irak.
Influencée par les nouveaux albums de Massive Attack et Lemon Jelly, Madonna fait de nouveau appel au producteur Mirwais Ahmadzaï, qui avait déjà travaillé sur l'album Music, afin de créer un mélange entre musique électronique et acoustique. D'après une interview donnée à VH1, la problématique principale de l'album concerne la part trop important donnée aux choses matérielles. Alors qu'elle arrive à 20 ans de carrière, Madonna se rend compte que beaucoup de choses qu'elles considérait importantes n'en valaient en fait pas la peine. Elle a désormais une vision claire des aléas de la célébrité et de la fortune et en fait la base de son album.

## Visuel
D'humeur révolutionnaire, Madonna se teint les cheveux en noir et se coiffe d'un béret, pour une pochette d'album semblable au portrait Guerrillero Heroico du Che Guevara, avec le drapeau américain déconstruit en arrière-plan. C'est le photographe Craig McDean qui se charge du shooting au style militaire, Madonna posant dans des tenues kaki et noires, avec des bottes et des armes à feu. Le design est assuré par le duo M/M Paris. Madonna arbore également le look militaire pour la pochette et le clip du single American Life, mais délaisse cette image pour la suite de la promotion de l'album, un parallèle ayant été fait avec une photo de Patricia Hearst.
Lors d'une interview pour Larry King en 2002, Madonna révèle qu'elle a prévu d'appeler son nouvel album Ein Sof, ce qui signifie "sans fin" en hébreu. Au fil de l'enregistrement, l'album est devenu une réflexion sur la place de la spiritualité dans l'industrie du spectacle, et Madonna envisage le titre Hollywood, avant de décider d'intituler l'album American Life.
Il s'agit du deuxième album de Madonna à porter le label "Parental Advisory", le premier étant Erotica. La chanson qui donne son titre à l'album comporte en effet le mot "fuck".

## Liste des pistes
| 1.    | American Life     | Madonna, Mirwais Ahmadzaï             | Madonna, Ahmadzaï                       | 4:58 |
| 2.    | Hollywood         | Madonna, Ahmadzaï                     | Madonna, Ahmadzaï                       | 4:24 |
| 3.    | I'm So Stupid     | Madonna, Ahmadzaï                     | Madonna, Ahmadzaï, Mark « Spike » Stent | 4:09 |
| 4.    | Love Profusion    | Madonna, Ahmadzaï                     | Madonna, Ahmadzaï                       | 3:38 |
| 5.    | Nobody Knows Me   | Madonna, Ahmadzaï                     | Madonna, Ahmadzaï                       | 4:39 |
| 6.    | Nothing Fails     | Madonna, Guy Sigsworth, Jem Griffiths | Madonna, Ahmadzaï                       | 4:49 |
| 7.    | Intervention      | Madonna, Ahmadzaï                     | Madonna, Ahmadzaï                       | 4:54 |
| 8.    | X-Static Process  | Madonna, Stuart Price                 | Madonna, Ahmadzaï                       | 3:50 |
| 9.    | Mother and Father | Madonna, Ahmadzaï                     | Madonna, Ahmadzaï                       | 4:33 |
| 10.   | Die Another Day   | Madonna, Ahmadzaï                     | Madonna, Ahmadzaï                       | 4:38 |
| 11.   | Easy Ride         | Madonna, Monte Pittman                | Madonna, Ahmadzaï, Stent                | 5:07 |
| 49:39 |                   |                                       |                                         |      |

## Promotion
Comme pour Music en 2000 avec le Don't Tell Me Promo Tour, Madonna s'engage pour une tournée promotionnelle qui dure du 22 avril au 9 mai 2003. Cette tournée passe par New York, Paris et Londres. La chanteuse, accompagnée de cinq musiciens, interprète American Life, Hollywood, Nothing Fails, X-Static Process, Mother and Father, Music, Don't Tell Me, Like a Prayer et Like a Virgin devant un public de 400 à 500 personnes.
Le 27 août 2003, Madonna se charge de l'ouverture des MTV Video Music Awards. Elle y interprète Like a Virgin et Hollywood avec Britney Spears et Christina Aguilera, puis Missy Elliott les rejoint en chantant Work It (en). C'est au cours de cette prestation que Madonna a provoqué un scandale en embrassant Spears et Aguilera sur la bouche.
Un coffret commémorant les 20 ans de carrière de Madonna devait être publié, mais cette sortie est finalement annulée au profit d'un album de remixes, Remixed and Revisited. Cet album contient des versions remixées de quatre chansons d'American Life, un mash-up entre Hollywood et Into the Groove en duo avec Missy Elliott, qui est utilisé dans une publicité pour Gap, la prestation des MTV Video Music Awards, ainsi qu'une chanson inédite, Your Honesty.
Madonna collabore avec le photographe Steven Klein pour une installation intitulée X-STaTIC PRO=CeSS. Cette installation, présentée dans des musées de New York, Londres, Paris, Düsseldorf, Berlin et Florence à partir du 28 mars 2003, se compose de photographies issues d'un shooting pour W Magazine et de sept vidéos montrant Madonna incarnant des figures spirituelles.
À la fin de l'exposition, Madonna se lance dans sa cinquième tournée internationale (sixième tournée en tout), le Re-Invention Tour, conçu sur le thème de l'union face à la violence. Cette tournée devient la plus rentable de l'année 2004, amassant 125 millions de dollars sur 56 dates. Lors des Q Awards de 2004, Elton John accuse Madonna de chanter en playback, ce qui est démenti par son équipe. I'm Going to Tell You a Secret, un documentaire retraçant les coulisses de la tournée et réalisé par Jonas Akerlund, est publié en 2005.

## Classements internationaux

### Album
| Pays                                       | Meilleure position |
| ------------------------------------------ | ------------------ |
| Allemagne                                  | 1                  |
| Australie                                  | 3                  |
| Autriche                                   | 1                  |
| Canada                                     | 1                  |
| Espagne                                    | 87                 |
| États-Unis (Billboard 200)                 | 1                  |
| États-Unis (Billboard Top Internet Albums) | 1                  |
| Europe                                     | 1                  |
| Finlande                                   | 2                  |
| France                                     | 1                  |
| Grèce                                      | 1                  |
| Hongrie                                    | 3                  |
| Irlande                                    | 1                  |
| Japon                                      | 4                  |
| Mexique                                    | 1                  |
| Norvège                                    | 1                  |
| Nouvelle-Zélande                           | 2                  |
| Portugal                                   | 10                 |
| Royaume-Uni                                | 1                  |
| Suède                                      | 1                  |
| Suisse                                     | 1                  |
| Turquie                                    | 1                  |

### Singles
- Die Another Day :  États-Unis (8),  Russie (3),  Canada (1),  France (15)
- American Life :  États-Unis (37),  Russie (2),  Canada (1),  France (10)
- Hollywood :  États-Unis (*),  Russie (2),  Canada (5),  France (22)
- Nothing Fails :  États-Unis (*),  Russie (—),  Canada (7),  France (34)
- Love Profusion :  Russie (-),  Canada (3),  France (25)

## Certifications
| Pays              | Certification | Ventes certifiées |
| ----------------- | ------------- | ----------------- |
| États-Unis (RIAA) | Platine       | 1 000 000         |
| France (SNEP)     | Platine       | 300 000           |

### Ventes
Estimations  : 5 000 000
- États-Unis : 1 000 000
- France : 500 000
- Royaume-Uni : 375 000